# Отенайский сельский округ
Отена́йский сельский округ (каз. Өтенай ауылдық округі) — административная единица в составе Талдыкорганской городской администрации Жетысуской области Казахстана. Административный центр — Отенай.
Население — 10530 чел. (2009; 8922 в 1999).

## Административное устройство
| Населённый пункт  | Население (1999) | Население (2009) |
| ----------------- | ---------------- | ---------------- |
| Енбек, село       | 1477             | ▲1710            |
| Ынтымак, аул      | 205              | ▲273             |
| Мойнак, село      | 899              | ▲1157            |
| Отенай, село      | 6098             | ▲7118            |
| Пригородное, село | 243              | ▲272             |